# Mohammed Ayash
Mohammed Ebrahim Ali Ayash, mais conhecido como Mohammed Ayash (6 de março de 1986), é um futebolista Iemenito que atua como Goleiro. Atualmente, joga pelo Erbil.

## Carreira internacional
Ele estreou na Seleção Iemenita de Futebol Sub-17 que aparece no Campeonato Mundial de Futebol Sub-17 de 2003, na Finlândia.
Em 2018, ele participou da Copa da Ásia